# ناحیه فلوئینگ، شهرستان کلی، مینه سوتا
ناحیه فلوئینگ (به انگلیسی: Flowing Township) یک منطقهٔ مسکونی در ایالات متحده آمریکا است که در شهرستان کلی، مینه‌سوتا واقع شده‌است.
 ناحیه فلوئینگ ۹۳٫۱ کیلومتر مربع مساحت و ۹۷ نفر جمعیت دارد و ۲۸۱ متر بالاتر از سطح دریا واقع شده‌است.